# Галогенгідрини
Галогенгідрини (рос. галогенгидрины, англ. halohydrins) — традиційна назва спиртів, заміщених атомом галогену при насиченому вуглецевому атомі, тобто такому, що несе лише атоми гідрогену або гідрокарбільні групи (звичайно використовується для β-галогеналкоголів).

## Номенклатура
У систематичній номенклатурі галогенгідрини іменуються як галогензаміщені спирти, проте використовуються і тривіальні назви, утворені додаванням суфіксів -галоген- і -гідрин до назви алкену-попередника (для випадку синтезу гіпогалогенуванням алкену), наприклад, етиленхлоргідрин (2-хлоретанол) ClCH2CH2OH, стиренхлоргідрин (2-хлоро-1-феніл-етанол) PhCH(OH)CH2Cl або вказанням вуглецевого ланцюжку між галогеном і гідроксилом — триметиленхлоргідрин(3-хлор-пропан-1-ол) Cl(CH2)3OH.

## Отримання
Історично першим методом синтезу хлоргідринів була взаємодія гліколів з галогеноводнями, зокрема цим методом (нагріванням етиленгліколю з соляною кислотою в запаяній трубці) Вюрц вперше синтезував етиленхлоргідрин:
Цей метод застосовується і в сучасній лабораторній практиці, наприклад, α,γ-дихлоргідрин (1,3-дихлор-2-пропанол) виходить з виходом 70 % при продуванні сухого хлороводню в суміші гліцерину та оцтової кислоти при 100—110° C: